# وزارة الصيد البحري والمنتجات الصيدية (الجزائر)
وزارة الصيد البحري والموارد الصيدية، هي الوزارة المسؤولة عن الصيد البحري في الجزائر.

## الهياكل المركزية
- مديرية إدارة الوسائل
- مديرية تربية  المائيات
- مديرية التنظيم و المنازعات و الترقية الاجتماعية و المهنية
- مديرية تنمية الصيد البحري
- مديرية مراقبة نشاطات الصيد البحري و تربية المائيات و ضبط سوق المنتجات الصيدية
- مديرية الإحصائيات و أنظمة المعلومات و الدراسات الاستشرافية
- مديرية البرمجة و الاستثمارات و التعاون
- مديرية التكوين و البحث و الإرشاد[2]